# Heike Singer
Pour les articles homonymes, voir Singer.
Heike Singer, née le 14 juillet 1964 à Rodewisch, est une kayakiste est-allemande.
Elle est sacrée championne olympique de kayak à quatre sur 500 mètres aux Jeux olympiques d'été de 1988 à Séoul. 
Elle est championne du monde de kayak biplace sur 500 mètres en 1989 à Plovdiv, et championne du monde de kayak à quatre sur 500 mètres en 1985 à Malines et en 1989 à Plovdiv.